# 17e Luftwaffen-Felddivisie
De Duitse 17e Luftwaffen-Felddivisie (Duits: 17. Luftwaffen-Feld-Division) was een Duitse infanteriedivisie tijdens de Tweede Wereldoorlog. De divisie vormde deel van de Duitse kustverdediging in het westen en kwam in augustus/september 1944 in actie aan het westfront.

## Geschiedenis

### Oprichting en inzet in 1943
De 17e Luftwaffen-Felddivisie werd op 1 december 1942 in Luftgau VII München gevormd uit overtollig Luftwaffe-personeel. Al na enkele weken, zelfs voordat de training voltooid was, werd de divisie overgebracht naar Coëtquidan in Bretagne, arriverend in 12 treinen van 28 december 1942 tot 7 januari 1943. Hier kwam de divisie onder bevel van Heeresgruppe D en werd na het arriveren van de laatste onderdelen, van 7 tot 13 februari 1943 overgebracht naar het gebied tussen Dieppe en Le Havre ingezet voor kustbewaking. Hoofdkwartier lag in Bolbec.

### Overgenomen in hetHeer
Op 1 november 1943 werd de divisie bij Le Havre overgenomen door het Heer en kreeg de benaming 17e Feld-divisie (L) (Duits: 17. Feld-Division (L)), waarbij de L voor Luftwaffe stond. In het algemeen werd (ook in officiële documentatie) de naam 17e Luftwaffen-Felddivisie verder gevoerd. Hierbij moest de divisie zijn 3e Bataljon (III. Abt., (Flak)) van het artillerieregiment afstaan. Deze bleef in de Luftwaffe en werd I./Flak-Regiment 20. 

### Inzet 1943/44
In mei 1944 verkreeg het Jäger-Rgt. 34 (L) een extra 3e bataljon uit bataljon 835 van het Noordkaukasische Legioen. De divisie bleef lange tijd in dezelfde kuststrook, ook na de geallieerde landingen in Normandië in juni 1944. Pas medio augustus 1944, na het ineenstorten van het Duitse front in Normandië, werd de divisie op transport gezet en kwam rond 17 augustus aan ten zuiden van de Seine, rond Le Neubourg en later zuidwest van Évreux. Maar de divisie moest zich meteen aansluiten bij de Duitse terugtocht en van 22 tot 24 augustus stak de divisie weer de Seine over, oostelijk van Rouen. Langs deze rivier kon de divisie een kleine week standhouden, maar eind augustus ging het dan verder terug naar het noorden, en bij Amiens de Somme over (31 augustus 1944). Dan verder via Hazebroek door naar België, naar Zonnebeke. In de gevechten en terugtochten van de laatste paar weken had de divisie zeer zware verliezen geleden en was nog maar en schim. In Zonnebeke werd op 6 september 1944 de divisie uit de gevechtszone gehaald en gaf alle eenheden met gevechtswaarde af aan andere onderdelen (meest aan de 346e Infanteriedivisie). De divisiestaf werd verplaatst naar Terneuzen om daar vanaf 8 september de Schelde-overtochten aan te sturen bij Terneuzen en Doel (Uebersetzstab Terneuzen und Doel). Deze taak werd succesvol uitgevoerd tot en met 19 september 1944.

### Einde
De 17e Luftwaffen-Felddivisie ging vanuit Zeeland op 20 september 1944 op transport naar Oefenterrein Döllersheim bij Wenen en kwam daar op 28 september 1944.
De 17e Luftwaffen-Felddivisie werd op 28 september 1944 opgeheven en het resterende personeel werd opgenomen in de nieuw op te richten 167e Volksgrenadierdivisie.

## Slagorde
- Luftwaffen-Jäger-Regiment 33 (met drie bataljons)
- Luftwaffen-Jäger-Regiment 34 (met drie bataljons)
- Luftwaffen-Artillerie-Regiment 17 (met drie afdelingen)
- Panzerjäger-Abteilung der Luftwaffen-Feld-Division 17
- Luftwaffen-Pionier-Bataillon 17
- Radfahrer-Kompanie der Luftwaffen-Feld-Division 17
- Luftnachrichten-Kompanie der Luftwaffen-Feld-Division 17
- Versorgungseinheiten der Luftwaffen-Feld-Division 17

Vanaf 1 november 1943:
- Jäger-Regiment 33 (L) (met twee bataljons)
- Jäger-Regiment 34 (L) (met twee bataljons)
- Jäger-Regiment 47 (L) (met twee bataljons), vanaf 15 februari 1944
- Artillerie-Regiment 17 (L) (met twee afdelingen)
- Füsilier-Bataillon 17 (L)
- Feldersatz-Bataillon 17 (L)
- Panzerjäger-Abteilung 17 (L)
- Pionier-Bataillon 17 (L)
- Nachrichten-Abteilung 17 (L)
- Divisionseinheiten 17 (L)

## Commandanten
| Rang            | Naam             | Begin           | Eind              |
| --------------- | ---------------- | --------------- | ----------------- |
| Oberst          | Hans Korte       | december 1942   | 25 januari 1943   |
| Generalleutnant | Herbert Olbrich  | 25 januari 1943 | 30 oktober 1943   |
| Generalleutnant | Hans-Kurt Höcker | 5 november 1943 | 28 september 1944 |

## Bovenliggende bevelslagen
| Legerkorps         | Leger              | Legergroep     | Plaats/regio                 | Begin               | Eind                |
| ------------------ | ------------------ | -------------- | ---------------------------- | ------------------- | ------------------- |
| direct onder bevel | direct onder bevel | Heeresgruppe D | Noord-Frankrijk              | 28 december 1942    | januari 1943        |
| 25e Legerkorps     | 7. Armee           | Heeresgruppe D | Noord-Frankrijk              | januari 1943        | 7 februari 1943     |
| 81e Legerkorps     | 15. Armee          | Heeresgruppe D | Le Havre                     | 13 februari 1943    | mei 1944            |
| 81e Legerkorps     | 15. Armee          | Heeresgruppe B | Le Havre                     | mei 1944            | medio augustus 1944 |
| 86e Legerkorps     | 15. Armee          | Heeresgruppe B | Frankrijk, België, Terneuzen | medio augustus 1944 | 15 september 1944   |
| 89e Legerkorps     | 15. Armee          | Heeresgruppe B | Terneuzen                    | 15 september 1944   | 19 september 1944   |